# Phrataria transcissata
Phrataria transcissata là một loài bướm đêm thuộc họ Geometridae. Nó được tìm thấy ở Úc.

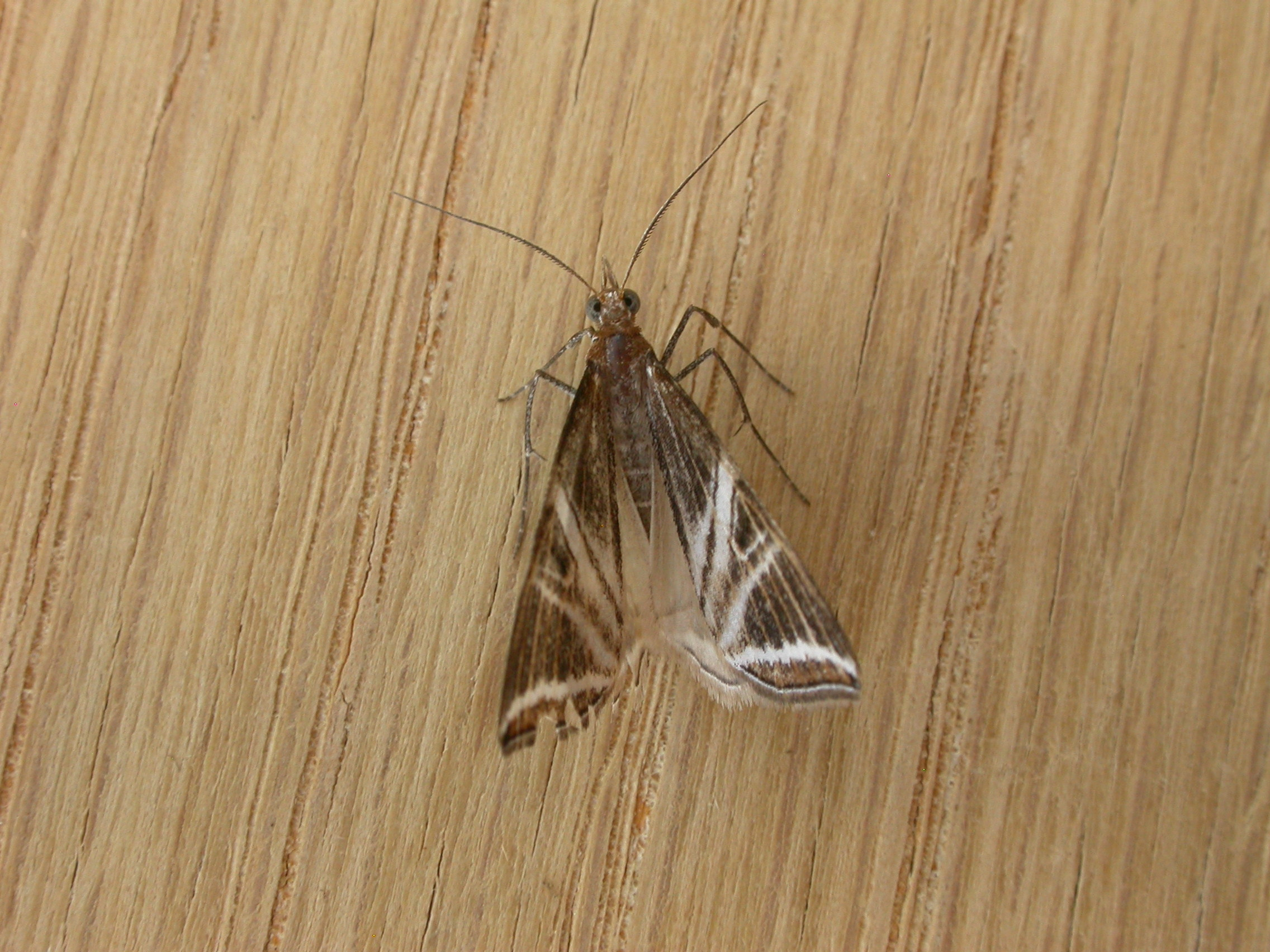

Sải cánh dài khoảng 20 mm.

## Hình ảnh

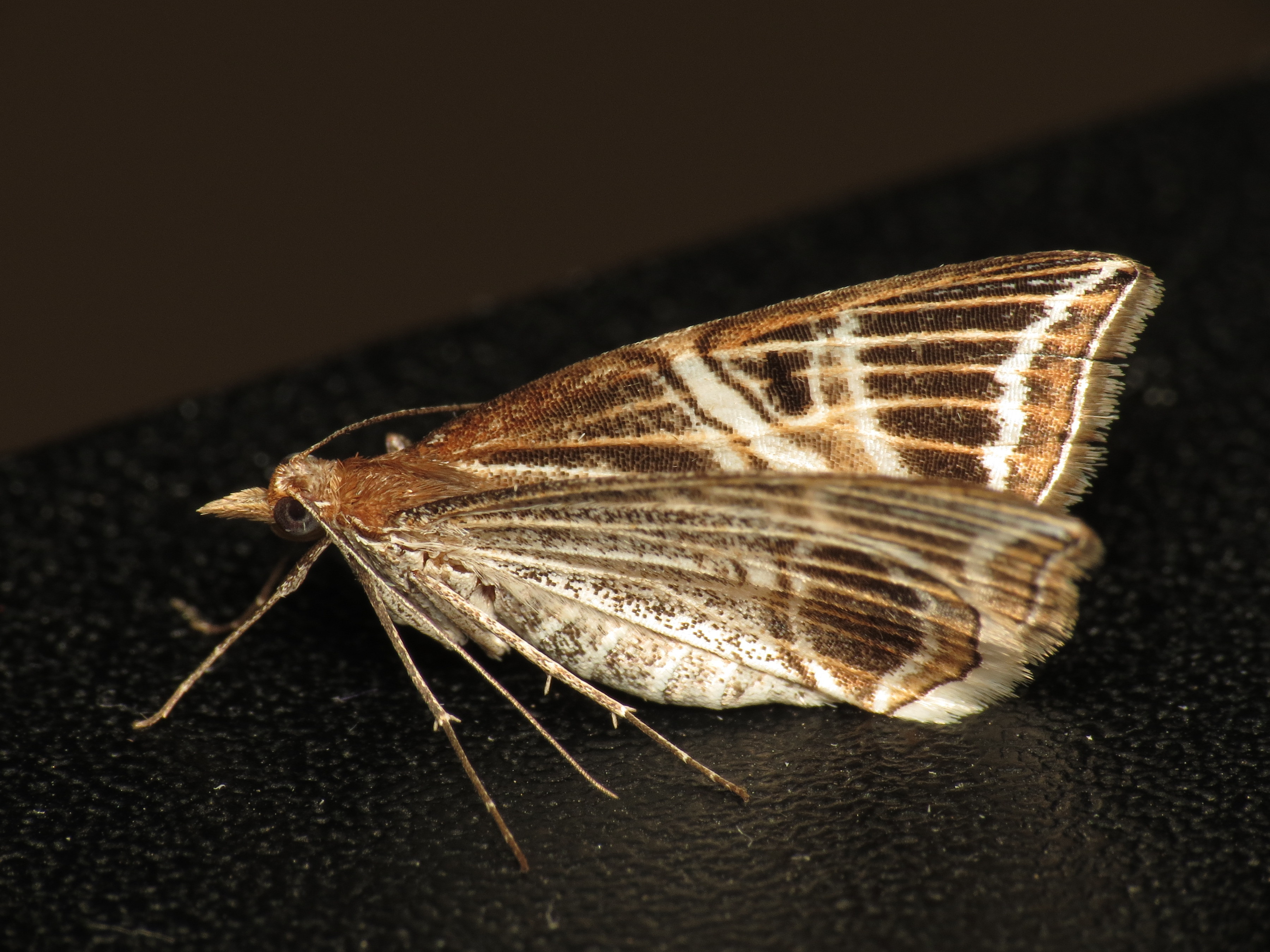
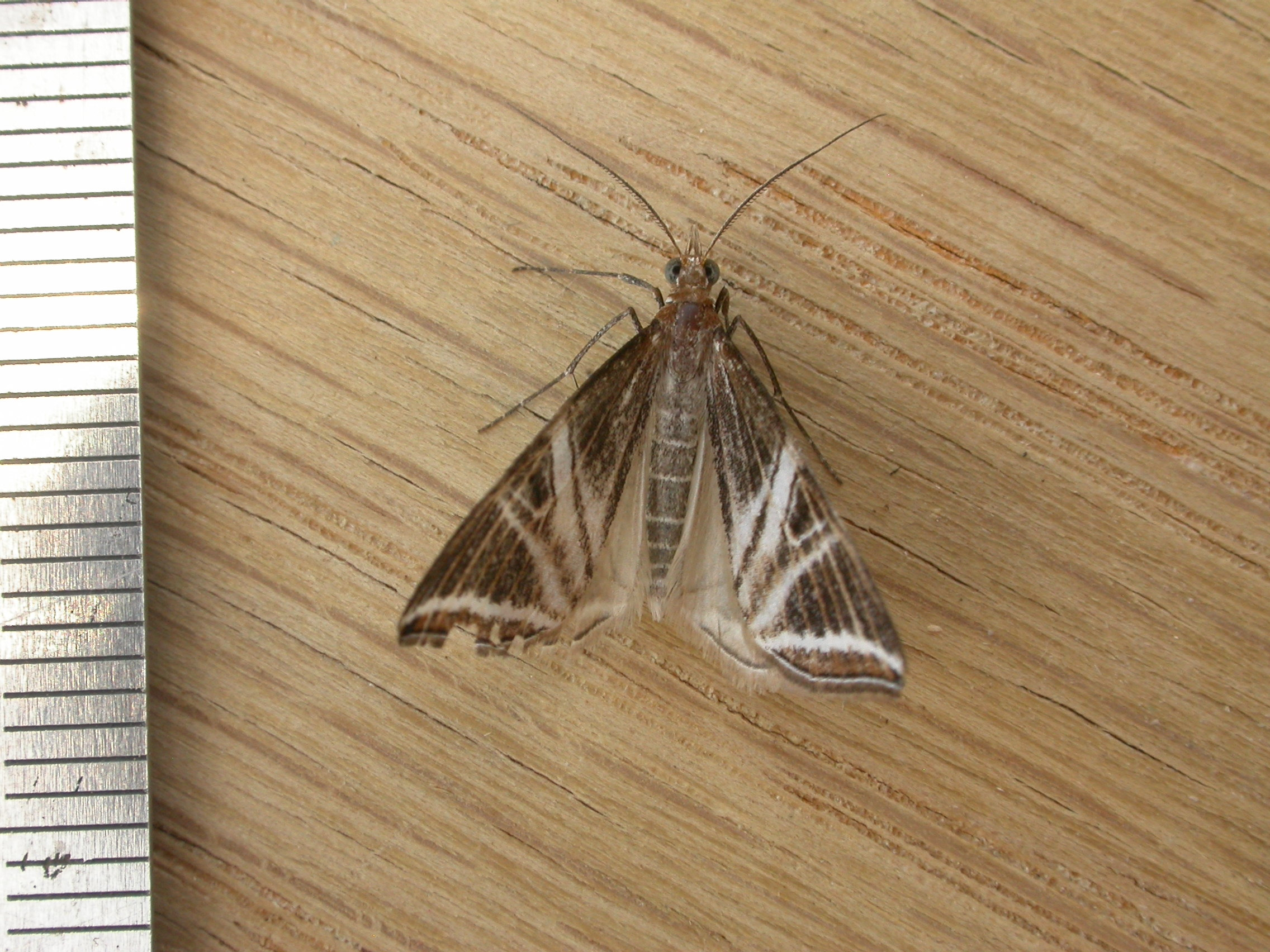
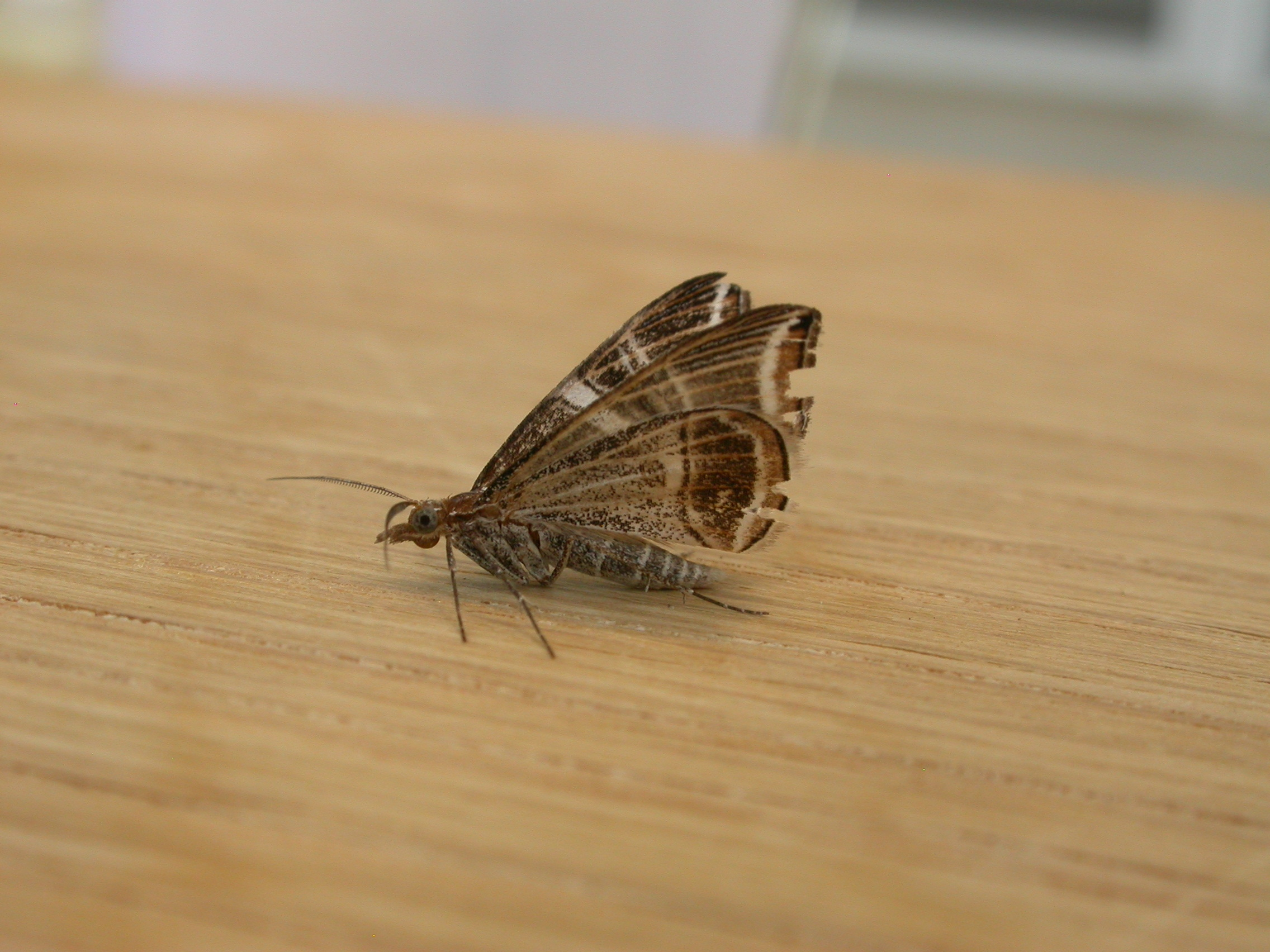
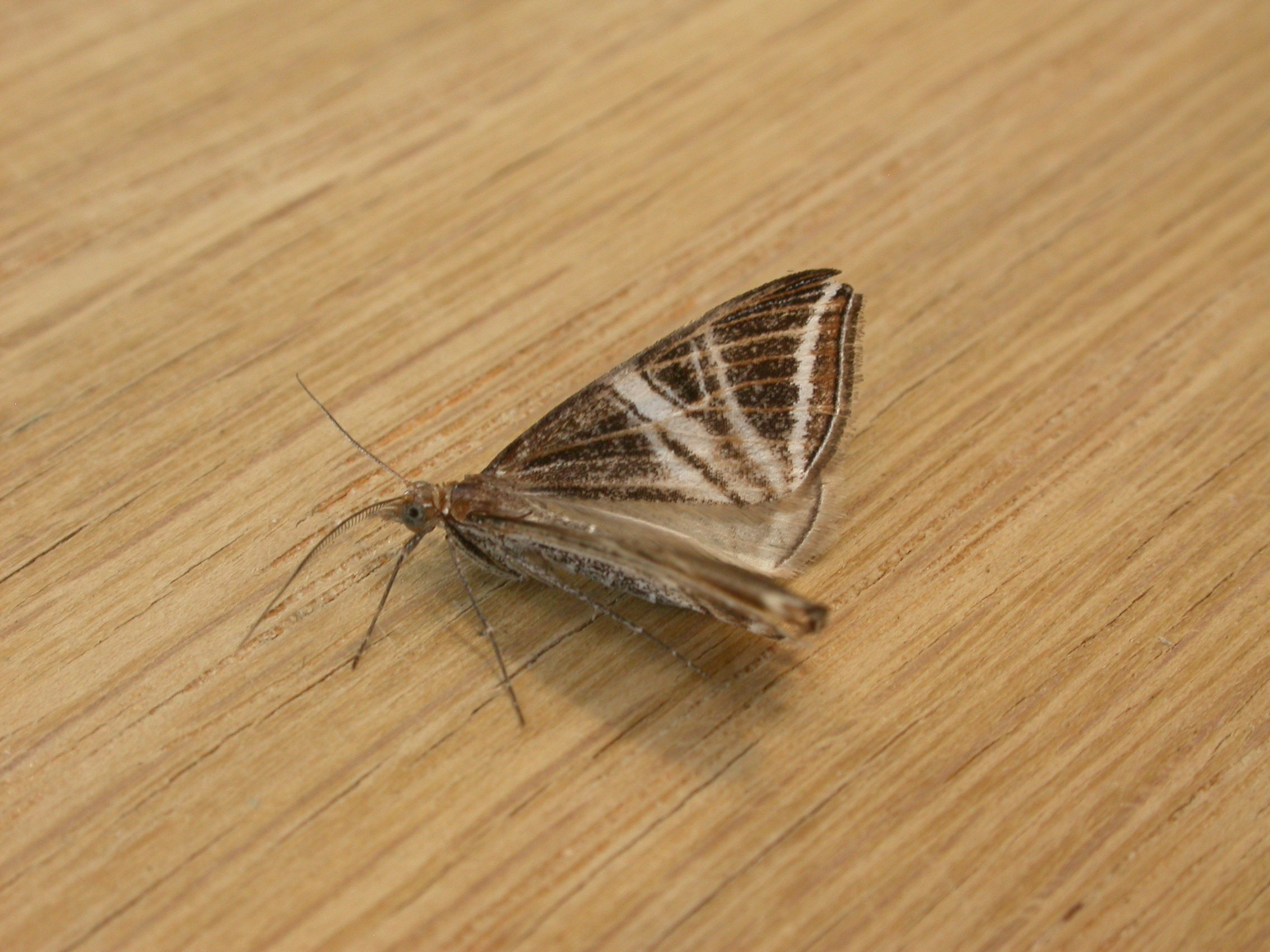